# Apeadero Unión Ferroviaria
Unión Ferroviaria es un apeadero ferroviario ubicado en la localidad de La Unión, en el partido de Ezeiza, Provincia de Buenos Aires, Argentina.
Llamada también Parada Links (nombre antiguo), Unión Ferroviaria o La Unión.

## Servicios
Es un centro de transferencia intermedio del servicio diesel metropolitano de la Línea General Roca que se presta las estaciones Ezeiza y Cañuelas.

## Toponimia
Links es el nombre del campo de golf ubicado junto a la estación; La Unión o Unión Ferroviaria es el nombre dado a la estación referente al conocido sindicato ferroviario argentino.

## Diagrama
| Plataforma Sur   |                                                                   |
| Vía 1            | Trenes a Cañuelas provenientes de Ezeiza (próxima Tristán Suárez) |
| Vía 2            | Trenes a Ezeiza provenientes de Cañuelas (próxima Ezeiza)         |
| Plataforma Norte |                                                                   |